# Guillaume II des Baux-Orange
Guillaume II des Baux (mort en 1239) est le fils de Guillaume des Baux, dont il hérite le titre de Prince d'Orange.